# Vozîliv, Buceaci
Vozîliv (în ucraineană Возилів) este o comună în raionul Buceaci, regiunea Ternopil, Ucraina, formată numai din satul de reședință.

## Demografie
Componența lingvistică a comunei Vozîliv
     Ucraineană (99,58%)
     Alte limbi (0,42%)
Conform recensământului din 2001, majoritatea populației comunei Vozîliv era vorbitoare de ucraineană (99,58%), existând în minoritate și vorbitori de alte limbi.